# Juliane Seyfarth
Juliane Seyfarth, née le 19 février 1990 à Eisenach, est une sauteuse à ski allemande.

## Biographie
Elle découvre le ski alpin à l'âge de trois ans et le saut à ski à l'âge de neuf ans. Elle est diplômée au lycée sportif d'Oberhof et habite plus tard à Oberstdorf.
Juliane Seyfarth est licenciée au club WSC 07 Ruhla et fait ses débuts internationaux en 2003-2004 dans la Coupe continentale. 
En 2006, elle devient la première championne du monde junior du saut à ski féminin à Kranj. Elle remporte aussi cette année sept épreuves de la Coupe continentale et gagne le championnat d'Allemagne.
Ses autres classements en championnat du monde junior sont notamment cinquième, sixième, quinzième et septième lors des éditions suivantes.
En 2011, Seyfarth prend part à ses premiers championnats du monde à Oslo, terminant 31e. Au mois de décembre, elle participe à la première manche de la Coupe du monde féminine à Lillehammer, s'y classant quinzième, synonyme de premiers points.
En Coupe du monde, elle obtient son meilleur résultat en février 2015 à Rasnov (5e). Juste après, elle reçoit sa deuxième sélection en championnat du monde, prenant le quatorzième rang à Falun. En 2016, elle confirme sa régularité par une 14e place au classement général de la Coupe du monde, son meilleur bilan jusque-là.
En 2018, elle se classe dixième du concours olympique à Pyeongchang et se place sur cinq autres top dix en Coupe du monde (12e du classement général).
Pour commencer la saison 2018-2019, Seyfarth gagne de manière surprise l'épreuve individuelle de Lillehammer, alors qu'elle a évité l'élimination de peu en qualifications. C'est également son premier podium à ce niveau. Elle monte sur divers podiums tout au long de la saison, pour atteindre un total de treize. Sur la Tournée Russia Blue Bird, elle enchaîne trois victoires (deux à Nijni Taguil et une à Tchaïkovski et gagne donc cette série. Elle se place ainsi troisième du classement général de la Coupe du monde derrière Maren Lundby et Katharina Althaus.
Lors des Championnats du monde à Seefeld, elle prend la quatrième place en individuel et la médaille d'or des deux compétitions par équipes (féminine et mixte).
Lors du Grand Prix d'été 2019, elle obtient ses premiers podiums individuels dans cette compétition à Courchevel et Frenštát pod Radhoštěm, qui la mène au troisième rang du classement final et gagne aussi une épreuve collective mixte avec Karl Geiger, Agnes Reisch et Richard Freitag. Cette forme ne transpose pas sur l'hiver suivant, où elle échoue à monter sur un podium individuel (11e du classement général)

## Palmarès

### Jeux olympiques
| Épreuve / Édition | Pyeongchang 2018 |
| Jeux olympiques   | 10e              |

### Championnats du monde
| Épreuve / Édition  | Oslo 2011                        | Falun 2015                       | Seefeld 2019 | Trondheim 2025 |
| Individuel         | 31e                              | 14e                              | 4e           |                |
| Par équipes mixtes | Épreuve inexistante à cette date |                                  | Or           |                |
| Par équipes        | Épreuve inexistante à cette date | Épreuve inexistante à cette date | Or           | Bronze         |

### Coupe du monde
- Meilleur classement général : 3e en 2019.
- 13 podiums individuels : 4 victoires, 6 deuxièmes places et 3 troisièmes places
- 2 victoires par équipes.

Palmarès à l'issue de la saison 2018-2019

#### Victoires
| Année | Lieu                                                                   |
| 2019  | Lillehammer (Norvège), Nijni Taguil (Russie) ×2, Tchaïkovski (Russie), |

#### Classements généraux annuels
| Année | Rang |
| 2012  | 36e  |
| 2013  | 44e  |
| 2014  | 43e  |
| 2015  | 16e  |
| 2016  | 14e  |
| 2017  | 29e  |
| 2018  | 12e  |
| 2019  | 3e   |
| 2020  | 11e  |
| 2021  | 28e  |

### Championnats du monde junior
| Épreuve / Édition | Kranj 2006 | Tarvisio 2007 | Zakopane 2008 | Strbske Pleso 2009 | Hinterzrten 2010 |
| Individuel        | Or         | 5e            | 6e            | 15e                | 7e               |

### Coupe continentale
- Meilleur classement général : 5e en 2006 et 2007.
- 10 victoires.

### Grand Prix
- 3e du classement général en 2019.
- 2 podiums individuels.

### Championnats d'Allemagne
- Elle remporte le titre individuel en 2004, 2006, 2015, 2018 et 2019.